# (73696) 1991 RQ19
(73696) 1991 RQ19 – planetoida z pasa głównego asteroid okrążająca Słońce w ciągu 3,76 lat w średniej odległości 2,42 j.a. Odkryta 14 września 1991 roku.